# Эши-бай-Шпиц
Эши-бай-Шпиц, Эши-Шпиц (нем. Aeschi bei Spiez) — коммуна в Швейцарии, в кантоне Берн. 
Входит в состав округа Фрутиген. Население составляет 1955 человек (на 31 декабря 2006 года). Официальный код — 0562.